# Dragan Vukmir
Dragan Vukmir (Belgrád, 1978. augusztus 2. –) szerb válogatott labdarúgó.

## Pályafutása
Dragan Vukmir 23 éves koráig Szerbiában futballozott, mígnem 2002 nyarán a magyar élvonalbeli Ferencvároshoz szerződött, amellyel bajnokságot és kupát nyert, valamint játszhatott az UEFA-kupában is. Vukmir 2005 nyarán került a Debrecenhez, mellyel kétszer is bajnok lett, majd Kínába a Dalian Haichang együtteséhez szerződött. Visszakerülvén Magyarországra, a Honvédhoz szerződött, mellyel magyar kupát nyert. Vukmir 2010-től kezdve hét éven át erősítette az MTK Budapestet.
Edzőként
2018 áprilisában a megyei I-ben szereplő Bicske edzője lett. Csapatával felkerült az NB III-ba. 2020 végén az NB II-es Szeged-Csanád csapatát bízták rá. 2022 áprilisában felmondta a szerződését. A Csapata ekkor harmadik helyen állt a bajnokságban, a feljutó helytől 2 ponttal elmaradva. 2022. augusztus 23-án a Diósgyőr bejelentette, hogy szerződést bontottak Vukmirral.

### Válogatott
2004-ben mutatkozott be a válogatottban a  Japán – Szerbia és Montenegró (1 – 0) mérkőzésen.

## Mérkőzései a szerbia és montenegrói válogatottban
| #  | Dátum            | Ellenfél | Eredmény | Kiírás     | Esemény |
| -- | ---------------- | -------- | -------- | ---------- | ------- |
| 1. | 2004. július 13. | Japán    | 0 – 1    | Kirin-kupa | 87'     |

## Sikerei, díjai
- Ferencvárosi TC:
  - Magyar labdarúgó-bajnokság: 2003–04
  - Magyar kupa: 2002-2003, 2003-2004
  - UEFA-kupa csoportkör: 2004-05
- Debreceni VSC:
  - Magyar labdarúgó-bajnokság: 2005–06, 2006–07
- Budapest Honvéd FC:
  - Magyar kupa: 2008-2009
- MTK Budapest FC:
  - Magyar másodosztályú labdarúgó-bajnokság: 2011-12